# 伊泰置業
内蒙古伊泰置業有限責任公司，簡稱内蒙古伊泰置業，以及伊泰置業（英語：Inner Mongoila Yitai Real Estate Company Limited），在2006年由內蒙古伊泰集團有限公司分拆成立，也是首家專門在內蒙古、四川、海南，以及河北地區，經營房地產業務。
該總部位於内蒙古鄂尔多斯市东胜区天骄北路万博广场B座6层。現任總裁為姬永強。

## 連結
- YitaiProperty.com （页面存档备份，存于）